# 南方小檗
南方小檗（学名：Berberis kerriana）为小檗科小檗属下的一个种。

## 扩展阅读
- 維基物種上的相關：南方小檗